# Михаил Певцов
Михаил Василиевич Певцов (на руски: Михаил Васильевич Певцов) е руски астроном, геодезист, изследовател на Централна Азия.

## Произход и младежки години (1843 – 1876)
Роден е на 21 май 1843 година (стар стил) в Новгородска губерния, Руска империя. Рано остава сирак и се възпитава в семейството на роднина дребен петербургски чиновник. Завършва гимназия и известно време посещава лекции в Петербургския университет като свободен слушател. Изпитвайки материални трудности е принуден да изостави университета и постъпва в Юнкерското военно училище, което завършва блестящо. Увлича се от математика, астрономия, естествени науки и главно от география.
През 1872 г. завършва Академията на Генералния щаб и е изпратен като преподавател в Омск в Сибирския кадетски корпус.

## Експедиционна дейност (1876 – 1891)
В периода 1876 – 1891 извършва три експедиции в Централна Азия, които донасят световна слава на Певцов, като астроном, геодезист и картограф.

### Експедиция в Джунгария (1876)
През пролетта на 1876 г. от Зайсан се отправя на юг, начело на керван с хлебна пшеница и стотина казаци. Преминава през каменистата Шиликтинската котловина, разположена между хребетите Тарбагатай и Саур. Той установява, че по-рано котловината е представлявала дълбока междупланинска падина, по-късно запълнена с наслагвания, донесени от реките, течащи от съседните планини. След като преодолява нисък пограничен хребет, керванът продължава на изток, покрай южните склонове на Саур към езерото Улюнгур. Две седмици Певцов изследва басейна му и картира горчиво-соленото езеро Бага Нур, южно от Улюнгур, като установява, че езерото е било сладководно, а по площ много по-голямо, и че двете езера заемат част от обширна падина.
През юни експедицията продължава на югоизток покрай левия бряг на река Урунгу, като я картира до изхода ѝ от Монголски Алтай и на 90º и.д. завива на юг. Пресича източната част на Джунгария, която описва и достига до Цитай (Гучен, 44°01′ с. ш. 89°36′ и. д. / 44.016667° с. ш. 89.6° и. д.), като изминава около 700 км, от които 500 – по неизвестни дотогава местности. Изследва и картира хребета Богдо-Ула (5445 м).
При завръщането си от Джунгария и представянето на доклада му пред заседание на Руското географско дружество Пьотър Семьонов-Тяншански отбелязва изключителната точност на маршрутните топографски снимки и астрономическите измервания, извършени от Певцов. Резултатите от това пътешествие – описание на маршрута и изработената първа едромащабна карта на Източна Джунгария, са публикувани през 1879 в книгата му: „Путевые очерки Чжунгарии“ („Записки. Зап.-Сиб. отдела Императорского Русского Географического общ.“, кн. 1, Омск, 1879).

### Експедиция в Монголия и Северен Китай (1878 – 1879)
През 1878 – 1879 г. извършва експедиция в Монголия и Северен Китай в състава на друг търговски керван за изучаване на пътищата покрай северните склонове на Монголски Алтай.
В началото на август 1878 г. тръгва на изток от горното течение на река Бухтарма (десен приток на Иртиш), пресича пограничния хребет Сайлюгем (до 3500 м), простиращ се между 88º и 90º и.д. и изследва хребета Табин-Богдо-Ола (4356 м), явяващ се планински възел в Алтай. Продължава на югоизток и достига до Кобдо (48°00′ с. ш. 91°38′ и. д. / 48° с. ш. 91.633333° и. д.). Изследва средното течение на река Дзабхан (808 км) и продължава на югоизток покрай южните склонове на планината Хангай. Пресича реките Байдариг Гол, Туин Гол, Тацин Гол, Аргин Гол, Онгийн Гол и установява, че всички те се стичат на юг от планината Хангай, като по този начин коренно променя представите за хидрографията на района.
На юг Певцов открива и описва дългата (около 500 км) и тясна безотточна падина Хангай и Монголски Алтай, като я назовава Долината на езерата. Правилно преценява, че падината е западен клинообразен ръкав на Гоби. Със своите хидрографски изследвания и открития в Долината на езерата той доказва, че планината Хангай никъде не се съединява с Монголски Алтай, който за първи път е показан на неговата карта във вид на дълъг (около 1000 км) хребет, с посока от северозапад на югоизток.
По-нататъшният път на кервана преминава по покрайнините на Долината на езерата покрай източните части на Гобийски Алтай. Между 100º и 102º и.д. и 45º с.ш. открива два къси, почти паралелни планински масива: Их Богдо Ула (3957 м) с признаци за съвременно заледяване и Бага Богдо Ула (3590 м), явяващи се най-високите части на Гобийски Алтай. В югоизточната част на Гобийски Алтай открива дългия 150 км хребет Гурван-Сайхан (2825 м). На югоизток от Гобийски Алтай открива обширната равнина Галбин Гоби, простираща се между 42 – 43º с.ш. и 106 – 108º и.д. На северозапад от нея открива хребетите Хачиг Ула (1926 м) и Хурх Ула (вторично, 1763 м), явяващи се най-югоизточната част на Гобийски Алтай. По този начин Певцов установява направлението и дължината (над 500 км) на Гобийски Алтай и като цяло завършва откриването на цялата система на Монголски Алтай.
От Гурван Сайхан керванът продължава пътя си на югоизток и пресича пустинята Монголска Гоби. Певцов открива, че северната ѝ част представлява хълмиста област с ниски ридове, а южната е по-висока и принадлежи към северните разклонения на открития от него хребет Дациншан (част от Иншан, 2850 м).
След двумесечен отдих, през пролетта на 1879 г., експедицията тръгва обратно на северозапад, пресича пустинята Гоби и в края на март достига до Улан Батор. Певцов дава първата сравнителна характеристика на северните и южни райони на Гоби, като отбелязва младия релеф и постепенното пресъхване на реките и езерата в района, който някога е бил много добре оводнен.
След като прекарва повече от месец в Улан Батор в началото на май продължава на запад, нанася на карта планините между Улан Батор и река Орхон и изяснява, че са западни части на планината Хентей. След това пресича южната част на басейна на река Селенга покрай северните склонове на Хангай. По този начин първи вярно определя не само направлението, дължината (около 700 км) и височината на третата голяма орографска единица на Монголия – Хангай, но и открива и картира най-важните му северни и южни разклонения.
Още по на запад изследва долното течение на река Дзабхан и установява, че тази река (над 800 км) се влива от юг в езерото Айраг Нур, разположено на юг от соленото езерото Хиргис Нур. Установява също, че реката се свързва с езерата Хара Нур и Хара Ус-Нур и в последното се влива река Кобдо, която изследва. Певцов правилно предполага, че по-рано цялата тази област е представлявала единно сладководно езеро. През лятото на 1879 г. завършва експедицията си в Кош-Агач.
Общата дължина на пътя, изминат от експедицията, надхвърля 4300 км, като по целия маршрут Певцов прави астрономически измервания и маршрутно картиране. Излязлата му в Омск през 1883 книга „Очерк путешествия по Монголии и северным провинциям внутреннего Китая“ (там же, кн. 7, 1883), съдържа подробна карта на Монголия, изработена на базата на наличните дотогава материали и на материалите, които са проверени и допълнени по време на експедицията.

### Експедиция в Централна Азия (1889 – 1891)
През 1889 г. по поръчение на Руското географско дружество възглавява експедиция, започната от Николай Пржевалски и преустановена поради смъртта му. Заедно с известните по-късно изследователи Пьотър Козлов, Всеволод Роборовски и Карл Богданович, Певцов изследва Кашгария, Кунлун, северозападната част на Тибет и извършва маршрутно картиране с дължина над 13 хил. км. Тази експедиция се оказва за Певцов най-плодоносната. И по-рано той се представя като много добър наблюдател, виден географ, правещ редица важни обобщения, точен изчислител геодезист и добър картограф, сега обаче се проявява и като прекрасен организатор. Той натоварва своите сътрудници с далечни самостоятелни маршрути, и те стават видни изследователи на Централна Азия.
На 14 май 1889 г. експедицията тръгва от Каракол на юг. Пресича хребетите Терский Алатау (5216 м) и Кокшаал Тау и се спуска в долината на река Яркенд. Установява, че река Кашгар, считаща се за ляв приток на Яркенд се губи в езеро южно от хребета Калпинтаг (Кьолпинчолтаг). Проследява западната граница на пустинята Такламакан, като се изкачва по река Яркенд до град Яркенд. Оттам Певцов продължава на изток, преминава през оазисите Каргалик, Гума, Хотан и Керия и в средата на октомври се установява на зимуване в оазиса Ния.
По време на зимуването, от януари до април 1890 г. за пръв път в Кашгария извършва метеорологични наблюдения. През май 1890 г. достига долината на река Карасай, а през юни до езерото Дашикул. Оттам отива в оазиса Черчен, а след това в Чарклик. В горното течение на река Чарклик вторично открива хребетите Караватаг и Юсупалъктаг (6161 м). Пресича хребета Алтънтаг и на югозапад от езерото Лобнор открива езерото Карабуранкьол, в което от запад се влива река Черчен, а от север – река Тарим и установява, че се състои от няколко самостоятелни езера.
След като обобщава материалите от тази и предишните си експедиции, Певцов прави изводи за размерите, границите и релефа на Таримската падина, като отбелязва процеса на пресъхване на езерото Лобнор. На север от езерото Баграшкул (42°00′ с. ш. 87°00′ и. д. / 42° с. ш. 87° и. д.), за първи път описано от Певцов, експедицията пресича източните части на Тяншан и открива вместо елементарен по очертания хребет, както е показано на картата на Пржевалски, няколко сравнително ниски (до 4230 м) и къси хребета, в т.ч. Бортоула. На североизток от него вторично открива Токсунската падина, явяваща се западна част на една от най-дълбоките падини на Земята – Турфанската. От падината продължава на северозапад и на запад от пустинята Дзосотин Елисун открива и заобиколя от запад езерото Тели Нур. Продължава на север, пресича хребета Семистай и на 3 януари 1891 достига до Зайсан.
За това си пътешествие на Певцов е присъдена най-голямата награда на Руското географско дружество – Константиновски златен медал. Всички материали на и за експедицията са публикувани през 1895 в „Труды Тибетской экспедиции“ (отдельное изд. Императорского Русского Географического общ., т. I, СПб., 1895). На Певцов принадлежи оригиналния метод за определяне на географската ширина с помощта на наблюдението на две звезди на равни височини, който получава широко приложение в геодезията – „Об определении географической широты по соответственным высотам двух звезд“ („Записки по Общей Географии Имп. Русского Географического Общ.“, т. XVII, вып. 5, СПб., 1888), „О барометрическом нивелировании“ („Записки по Общей Географии Имп. Русского Географического Общ.“, т. XXIX, вып. 2, 1896).

## Следващи години (1891 – 1902)
След завръщане от последното си пътешествие Певцов е сериозно болен и близо 10 години се лекува по болници и санаториуми, които обаче не могат да възстановят здравето му и той умира на 25 февруари 1902 г. в Петербург.

## Памет
Неговото име носят ледник в Алтай и хребет в Антарктида.